# Gundremmingen
Gundremmingen är en kommun och ort i Landkreis Günzburg i Regierungsbezirk Schwaben i förbundslandet Bayern i Tyskland.
Kommunen ingår i kommunalförbundet Offingen tillsammans med köpingen Offingen och kommunen Rettenbach.